# La muestra de Gersaint
La muestra de Gersaint (en francés, según el Recueil Jullienne, "L'enseigne") está considerada como la última gran obra maestra del pintor francés Jean-Antoine Watteau, pintada poco antes de su muerte, acaecida el 18 de julio de 1721. Está realizada en óleo sobre lienzo. Mide 166 cm de alto y 306 cm de ancho.

## Historia
Tras su regreso de Inglaterra, Watteau pintó en 1720 el famoso cartel L’enseigne para el marchante Edmé-François Gersaint. A las circunstancias que rodearon la creación de esta famosa obra tardía se refirió en 1744 Gersaint, quien en 1718 se había casado con una de las hijas de Sirois, el primer marchante de Watteau. Menciona la frase que empleó el pintor; con este cuadro quiso «desentumecerse los dedos»:

«Todo estaba hecho siguiendo la naturaleza. Las actitudes eran tan verdaderas y ligeras, el orden tan natural, la agrupación tan hábil que captaba la mirada de los transeúntes; e incluso los mejores pintores vinieron en varias ocasiones para admirarlo: se trató del trabajo de tan sólo ocho jornadas, si bien solo trabajaba por las mañanas pues su delicado estado de salud, o por mejor decir su debilidad, no le permitían trabajar más tiempo. Es la única obra que halagaba su amor propio: esto me lo confesó sin dificultad alguna».

Desde 1719 Gersaint tenía su comercio de arte en el Pont Notre-Dame, el lugar donde había comenzado a trabajar Watteau cuando llegó a París. En la primavera de 1720 lo remodéló completamente; este es el contexto en el que probablemente Watteau pintara su cuadro.
El título que se ha recogido para el grabado en el Recueil Jullienne emplea el concepto de "cartel" («enseigne»); sin embargo no se trataba de uno de los carteles usuales decorados por el anverso y el reverso que se cuelgan ante un comercio y pueden verse de lejos. El cuadro de Watteau estaba elevado hacia el exterior y se cololocó, en forma de "plafond", en el arco por encima del establecimiento de Gersaint; una marquesina lo protegía de las inclemencias del tiempo. Después de tan solo dos semanas se vendió; más tarde lo adquirió Jullienne, que se lo cedió a su primo hermano Claude Glucq —los dos fueron retratados en el lienzo, al lado del matrimonio Gersaint—. Probablemente en 1744, gracias al consejero y conde Rothenburg, pasó a la propiedad del rey Federico II de Prusia. El formato fue modificado en varias ocasiones; otro pintor añadió las pechinas superiores de este lienzo, que originariamente terminaba en forma de arco. La posterior división en dos mitades se eliminó más tarde.
Aunque parezca fuera de lo común el lugar al que se destinó originalmente, el interés del marchante —atraer a los clientes— se aunaba con el del pintor, que acababa de volver de París tras una larga ausencia y que quería hacer así publicidad para su propio arte. Quizá incluso hiciera escuela esta idea de Watteau: poco más tarde, a comienzos de la década de 1720, el joven Jean Siméon Chardin siguió ese modelo al pintar un cartel para un cirujano, con una anchura de unos 4,40 metros.

## Análisis
En la denominada tradición de los "cuadros de galerías", la composición de Watteau reproduce la mirada que, desde la calle, incide en un comercio de arte. Al fondo se abre una puerta de cristal hacia una trastienda iluminada por una luz clara. Sobre el adoquinado de calle, el primer plano a la izquierda, se encuentra un haz de paja. A la derecha aparece un perro, una de las discretas señas de identidad de Watteau; aquí se trata de una cita de la "Coronación de María de Médicis", uno de los lienzos de Rubens que colgaban en el Palacio de Luxemburgo, y que ya apareció en su anterior lienzo "Los encantos de la vida" (Les charmes de la vie) de 1718.

Aunque el cuadro tenga una relación con la situación real, no es una reproducción exacta de la tienda de Gersaint. A la izquierda, delante del pilar, puede verse a un mensajero o portador, que parece estar esperando el siguiente encargo. 

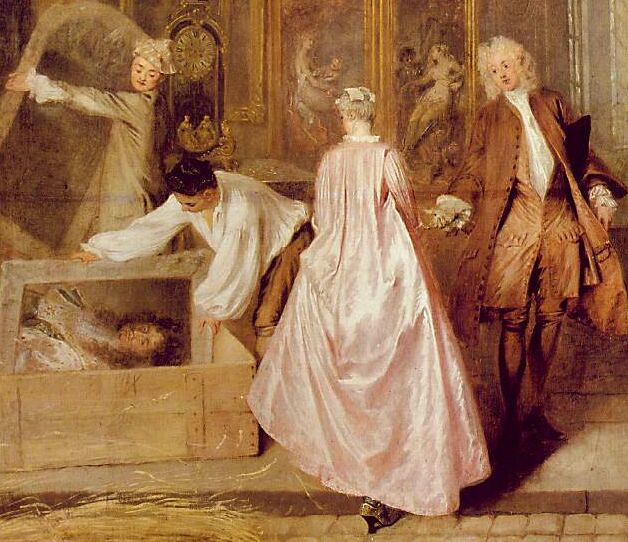
Detalle del lienzo

 Junto a él, dos ayudantes están cargando —o descargando— una gran caja de transporte: el de atrás alza con esfuerzo un gran espejo; el de delante tiene en sus manos un retrato de Luis XIV. Se trata de una alusión al nombre del comercio de Gersaint —"El Gran Monarca"—, que lo había tomado del antiguo profesor de Watteau en el Petit-Point, Antoine Dieu. Una dama entra en la tienda; la parte posterior de su contouche de una encantadora seda rosa posee todas las características de los pliegues individuales; la orla apenas deja ver el tacón de uno de sus altos zapatos; el empeine solo se puede imaginar. Vuelve su mirada al retrato que se está moviendo y no al caballero que, con sombrero bajo el brazo, también acaba de entrar y le da la mano. Al lado derecho del establecimiento se pueden ver otros clientes; el propietario Gersaint o uno de sus colaboradores presenta un cuadro oval de tamaño superior al natural y enmarcado en oro de una escena con ninfas en el bosque; quizá Diana y Calixto. 

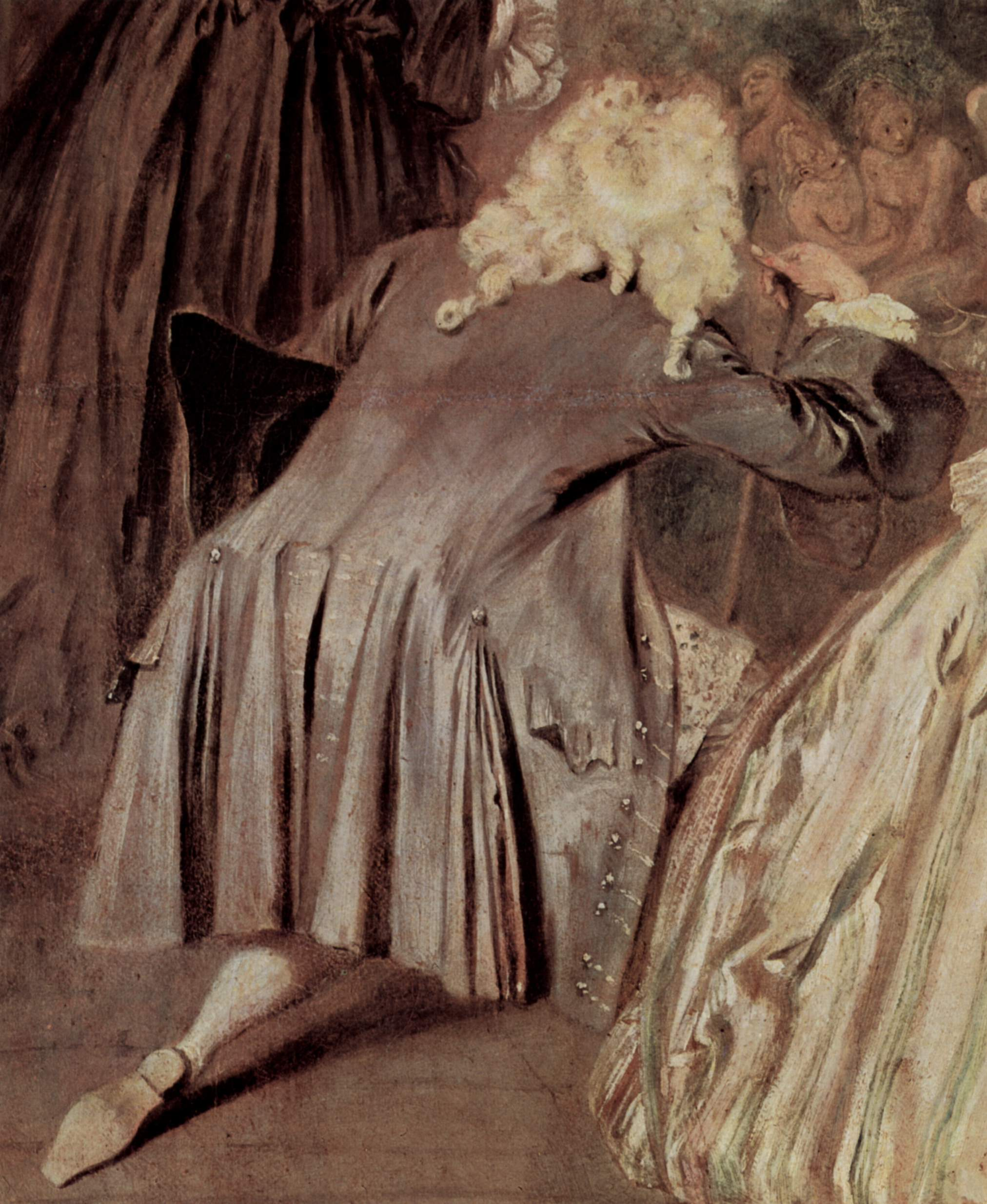
Detalle del lienzo

Una pareja, presumiblemente de edad avanzada, estudia con detenimiento la obra: mientras que la dama —que aparece de pie y vestida de oscuro, con una cofia negra y largas cintas blancas, llevándose el abanico cerrado a la cara— está contemplando las copas de los árboles y las nubes de la parte superior del cuadro, el caballero —con un elegante traje gris perlado— se apoya arrodillado junto a ella en el bastón, para estudiar las desnudas figuras femeninas de la parte inferior; de su pie notablemente resaltado solo se aprecia la suela.

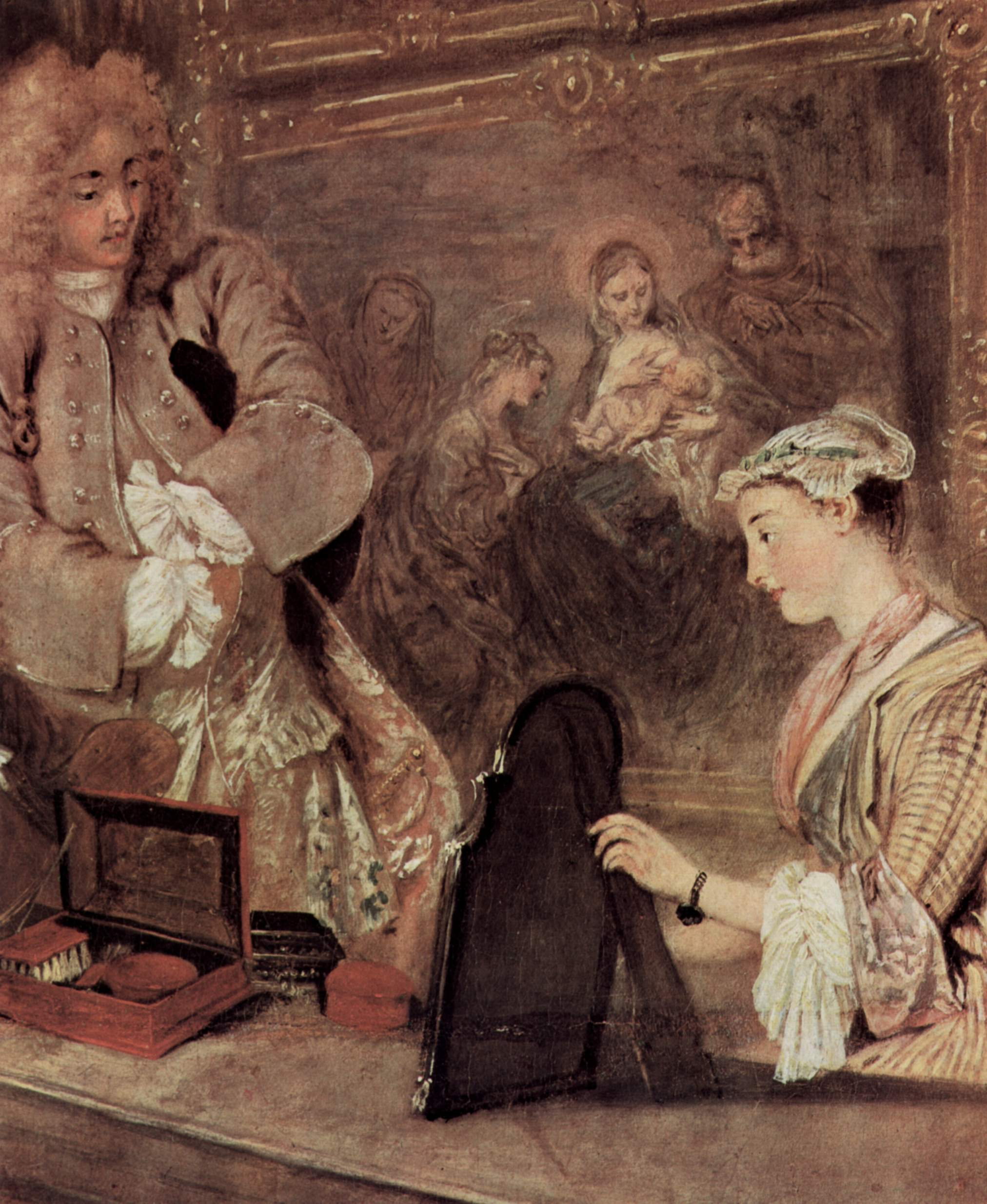
Detalle del lienzo. Probablemente estén retratados Claude Glucq y Madame Gersaint

En el mostrador, delante del muro de la derecha, una venderora sostiene una caja con artículos de tocador y un marco alzado, que probablemente contenga el espejo a juego con el neceser. Los artículos de lujo formaban también parte del inventario de Gersaint. Delante de ella aparecen varias figuras, que se contemplan a sí mismas y a las otras en el espejo: dos elegantes señores, el uno de pie y el otro sentado; delante del mostrador, una bella y joven dama, cuyo exuberante vestido de seda con rayas blancas se puede ver por debajo de la contouche negra.
De las paredes de la tienda cuelgan cuadros, uno junto al otro; a la izquierda un reloj descansa sobre una cómoda. Dos inmensos espejos, a izquierda y derecha, tapan las pinturas que se encuentran detrás; a estos se suman el espejo que está levantado el mozo de carga y el pequeño espejo de tocador. Todo lo demás son, al parecer, cuadros de Viejos Maestros. Las obras que se encuentran por encima del arco fueron añadidas más tarde por otro pintor desconocido. Las obras de la galería idealizada de Watteau no son, de ningún modo, copias exactas de cuadros existentes. Muchos de los temas y estilos resultan, sin embargo, identificables para un conocedor de la pintura y de la iconografía. Por encima de la caja con el retrato del Gran Monarca se encuentra, en la pared, un retrato del rey Felipe IV de España. De hecho, la composición de los cuadros de las paredes se refiere a las personas que se encuentran delante de ellos y comenta, en un plano superior, su comportamiento. De acuerdo con esto, los dulces sentimientos de la dama de rosa se corresponden con el anhelo de su galán, que está enfrente, pues tras ella aparecen, en la pared, Venus y Amor; detrás de él, Venus y Marte; por encima, resumiendo los dos, un Sátiro a la caza de una ninfa. Por encima de la pareja de edad avanzada, una Naturaleza muerta, un Monje rezando y un Bufón. El grupo de la derecha parece tener sentimientos muy dipares, de creer a las obras que cuelgan de la pared: un Sileno borracho, quizá una Leda con el cisne, una Sagrada Familia y un Paisaje.

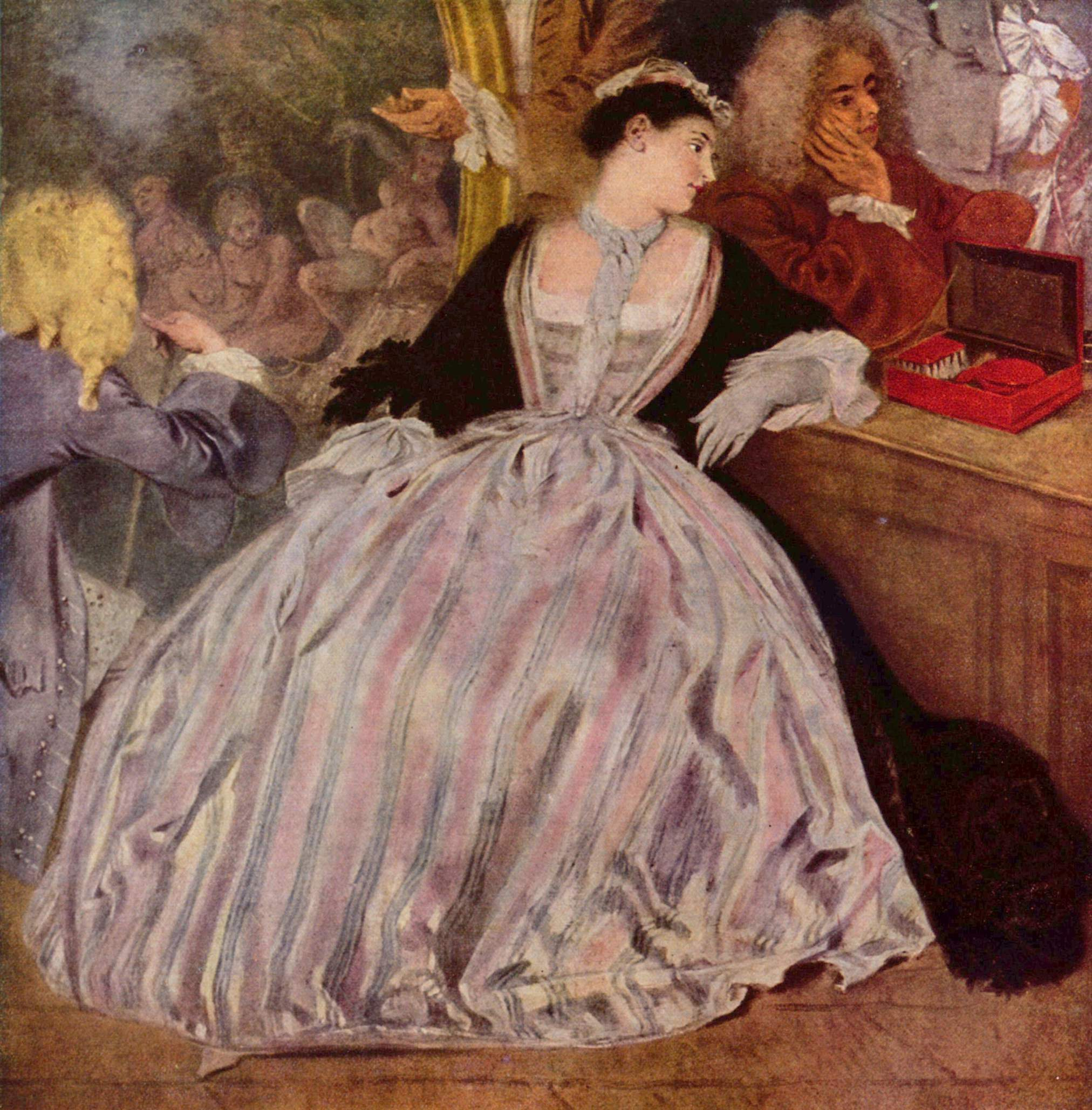
Detalle del lienzo

Watteau había anunciado una especie de ejercicio rápido; efectivamente, el óleo fue pintado de un modo más rápido y fugaz que las anteriores obras del artista. El cartel de muestra de Gersaint no es el legado del artista, como gustan titularlo ciertos estudiosos. Se trata más bien de publicidad, no solo para el marchante, sino también para un pintor que se encontraba en el cénit de su fama y que, a pesar de su debilidad física, todavía no esperaba que sus días estuvieran contados. Watteau presenta aquí todo lo que estaba en condición de hacer, lo que le había hecho famoso: la liviandad y virtuosismo de su pincel; la paleta irisante, cuya riqueza no tuvo parangón; la «sonrisa de la línea» (Goncourt); todos los atractivos de la imagen galante femenina —la fisonomía de los pliegues, la coquetería de la punta del pie y del empeine, de la nuca y de los escotes—; la elegancia en la postura y la compostura del hombre. «Tout le monde», dice Caylus, admira las obras de Watteau, amantes y conocedores del arte, tanto como las damas y los señores de la sociedad.
Los llamativos numerosos espejos que aparecen en el comercio hacen referencia a lo que el pintor es capaz de hacer con su arte. Sin embargo, solo en uno de ellos —y además, el más pequeño y apartado del observador— se reflejan tres clientes, que no observan el arte, sino a sí mismos. Con estas diferencias, Watteau trata el ver y enjuiciar el arte, que puede ser un espejo del observador. En los cuadros que cuelgan de la pared, Watteau presenta la quintaesencia de sus modelos artísticos, «el carácter y el gusto de cada uno de estos maestros», como dicen los versos que acompañan al grabado en el Recueil Jullienne. En el lenguaje de la pintura de los Viejos Maestros crea un plano del comentario elaborado, indirecto y frecuentemente irónico, dirigido al público de su época y a la pintura del presente. En el cartel, Watteau refleja las condiciones y la recepción de su propio y moderno arte.